# Acalolepta tincturata
Acalolepta tincturata (лат.) — вид жуков-усачей из подсемейства ламиин.

## Описание
Жуки длиной от 20 до26 мм. Надкрылья серые с темной полосой по шву. Обитают как в девственных, так и вторичных диптерокарповых лесах. Активны преимущественно в ночное время, редко встречаются днём. Кормовыми растением личинок являются гевея бразильская, фикусы, Anisoptera polyandra, Araucaria cunninghamii, Pinus patula, Plumeria acutifolia, Spathodea campanulata.

## Распространение
Распространён в Папуа — Новой Гвинее и Индонезии на островах Вайгео, Ару и Мисоол.